# Cazul JonBenét Ramsey
JonBenét Ramsey nume la nastere JonBenét Patricia Ramsey (n. 6 august 1990 Atlanta, Georgia, Statele Unite – d. 25 decembrie 1996 Boulder, Colorado, Statele Unite) a fost o tanara "regină a frumuseții" americană, care a fost ucisă în casa familiei sale din Boulder, Colorado, în noaptea de 25-26 decembrie 1996, la vârsta de șase ani.

## Cazul
Tatăl ei, John Ramsey, a găsit corpul lui JonBenét în subsolul casei lor la opt ore după ce a fost raportată că dispăruse. Susține ca a fost craniul spart dintr-o lovitură și fusese strangulată; Un garrote a fost găsit legat în jurul gâtului. Autopsia a arătat cauza oficială a morții, a fost "asfixiată prin strangulare asociată traumei cranio-cerebrale". Moartea ei a fost clasificată drept omor. Cazul a generat interes public și mediatizat la nivel național. Cazul rămâne o investigație deschisă la Departamentul Poliției Boulder.
Poliția a suspectat că moartea lui JonBenét a fost provocată de mama sa, Patsy sau de fratele său în vârstă de nouă ani, Burke, care credeau că nota de răscumpărare și apariția cadavrului au fost organizate de părinți. În anul 1998, atât poliția, cât și procurorul (DA) au declarat că Burke nu era suspect.  Ramsey a oferit mai multe interviuri televizate, dar a rezistat întrebărilor poliției, cu excepția propriilor condiții. În octombrie 2013, documentele judiciare neacoperite au arătat că un juriu mare din 1999 a recomandat acuzațiile împotriva lui John și Patsy pentru a permite copilului să se afle într-o situație amenințătoare și să împiedice descoperirea și urmărirea penală a unei persoane neidentificate  " crima de gradul I și de abuz asupra copilului care are ca rezultat, moartea" Cu toate acestea, DA a stabilit că nu există dovezi suficiente și nu a urmat o acuzare. În 2002, succesorul DA a preluat investigarea cazului de la poliție și a urmărit în primul rând teoriile alternative ale unui intructor non-familial care comite uciderea. În 2003, s-a descoperit că ADN-ul urmărit din hainele victimei aparține unui bărbat necunoscut, determinând DA în 2008 să trimită lui Ramsey o scrisoare de scuză declarând familia "complet curățată". În februarie 2009, Departamentul de Poliție Boulder a reluat dosarul din partea DA și a redeschis ancheta .În plus, față de cariera scurtă, a concursului JonBenét, mediatizarea cazului s-a axat adesea pe bogăția părinților și pe dovezile neobișnuite găsite în acest caz. Rapoartele mass-media au pus la îndoială și problema manipulării de către poliție a cazului. Membrii familiei Ramsey și prietenii lor au depus acuzații de defăimare împotriva mai multor organizații media.

## Viața
JonBenét s-a născut în 1990 Atlanta, Georgia, a fost cea mai tânără dintre cei doi copii ai lui Patsy și John Ramsey. Fratele ei mai mare, Burke, era cu trei ani mai în vârstă. Prenumele ei sunt portmanteau feminizat - numele întâi și mijlociu, al tatălui ei. În momentul decesului său, JonBenét era înscrisă la grădiniță la Școala Elementară High Peaks din Boulder, Colorado.
JonBenét a câștigat titlurile Miss Royale, Micul Miss Charlevoix, Micul Miss Colorado, Colorado State All-Star Kids Cover Girl și National Minor Beauty.  Rolul activ al lui JonBenét în concursurile pentru frumusețe pentru copii și comportamentul mamei "Patchy Ramsey" de către Patsy Ramsey au fost raportate de către mass-media după crimă.

## Parinții
John Ramsey fost președintele Access Graphics, o companie de sisteme informatice de afaceri care a devenit mai târziu o filială a lui Lockheed Martin. Familia s-a mutat în Boulder, Colorado în 1991, unde se afla sediul "Graphics Access".  John Ramsey fusese de asemenea căsătorit și a avut doi copii adulți care au supraviețuit din acea căsătorie care locuia în altă parte - un fiu și o fiică (altă fiică, Elizabeth, a murit în 1992).
În vara anului 1997, la aproximativ șase luni după moartea lui JonBenet, familia Ramsey a părăsit Boulder și casa de vară din Charlevoix, Michigan, și s-a mutat înapoi în Atlanta, Georgia. Patsy Ramsey a murit de cancer ovarian la vârsta de 49 de ani în 2006 și a fost inmormantata lângă fiica ei.

## Mărturisire falsă
John Mark Karr, în vârstă de 41 de ani, profesor la școală primară, a fost arestat în Bangkok, Thailanda, pe 15 august 2006 și a mărturisit fals că o să o ucidă pe JonBenét. El a susținut că a drogat-o, a agresat-o sexual și a ucis-o accidental.  Potrivit CNN, "autoritățile au mai spus că nu au găsit nicio dovadă care să lege [Karr] de locul crimei". El a furnizat numai fapte fundamentale care erau cunoscute în mod public și nu au furnizat detalii convingătoare. Afirmația lui ca a drogat-o pe JonBenét a fost pusă la îndoială pentru că nu au fost găsite droguri în corpul ei în timpul autopsiei. Probele de ADN preluate de la Karr nu se potriveau cu ADN-ul găsit pe corpul lui JonBenét

## Procesele de defăimare
Lin Wood, avocatul familiei Ramsey, a intentat procese de defăimare împotriva mai multor persoane și a companiilor care au raportat cazul, începând cu anul 1999. Revista Star și compania-mamă American Media, Inc. au fost acționați în numele fiului lor în 1999. Chestionarele de defăimare au fost depuse de Ramsey și prietenii lor, împotriva mai multor mijloace de comunicare anonime. Un proces de defăimare a fost depus în 2001 împotriva autorilor și editorilor lui JonBenét: în cadrul Investigației Ramsey Murder (en. JonBenét: Inside the Ramsey Murder Investigation) Acțiunea împotriva lui Don Davis, Steven Thomas și a presei  St. Martin's  a fost soluționată în afara instanței în anul următor..
John și Patsy Ramsey au fost acționați în justiție în două procese de defăimare care au rezultat din publicarea cărții lor, "The Death of Innocence". Aceste cauze au fost aduse de două persoane numite în cartea despre care se spune că au fost cercetate ca suspecți de poliția din Boulder. Familia Ramsey a fost apărată în acele procese de Lin Wood și alți trei avocați din Atlanta, James C. Rawls, Eric P. Schroeder și S. Derek Bauer. Ei au obținut destituirea ambelor procese, inclusiv o decizie aprofundată din partea Judecătoriei din SUA Julie Carnes, potrivit căreia "dovezile abundente" din cazul de crimei au indicat un intrus care a comis infracțiunea.
În noiembrie 2006, Rod Westmoreland, un prieten al lui John Ramsey, a depus un proces de defăimare împotriva unui surfer web anonim care a postat două mesaje pe forum-uri de pe internet folosind pseudonimul "undertheradar" care implica Westmoreland în crimă.
În timpul unui interviu din septembrie 2016 cu CBS Detroit și în The Case of: JonBenét Ramsey (documentar JonBenét Ramsey), medicul legist Dr. Werner Spitz l-a acuzat pe Burke de uciderea lui JonBenét. Pe 6 octombrie 2016, Burke Ramsey a depus un proces de defăimare împotriva lui Spitz. Burke și avocații săi, printre care Lin Wood, au căutat un total de 150 milioane dolari în daune punitive și compensatorii. Wood a declarat că va depune, de asemenea, un proces împotriva CBS la sfârșitul lunii octombrie.
Pe 28 decembrie 2016, avocații lui Burke Ramsey au depus un proces civil suplimentar care acuză CBS, precum și compania de producție Critical Content LLC și șapte experți și consultanți ai defăimării. Au cerut 250 milioane dolari pentru despăgubiri compensatorii și 500 milioane dolari pentru daune punitive.

## Video
- Netflix realizeaza un documentar in cazul lui Casting JonBenet [27]